# Brins d'éternité
Brins d'éternité est un magazine québécois consacré aux littératures de science-fiction, fantastique et fantasy.
Brins d'éternité est sous-titré Revue des littératures de l'imaginaire.

## Description du contenu
Le contenu de Brins d'éternité est diversifié et hétéroclite. On y retrouve des nouvelles de fiction inédites illustrées par des dessinateurs, des bandes dessinées inédites, des entrevues et des reportages en lien avec la science-fiction et le fantastique, au Québec et ailleurs. Le magazine publie aussi des critiques, des chroniques, des articles sur les littératures du fantastique.
En 2014, la revue littéraire Lettres québécoises écrivait au sujet de Brins d'éternité et de son anthologie Dix ans d'éternité : « [..] dans l’écosystème littéraire, une revue comme Brins d’éternité est capitale pour la vitalité de la création, surtout dans le domaine des littératures de l’imaginaire, et l’anthologie nous le rappelle. »
Les collaborateurs sont majoritairement d'origine canadienne et sont francophones.

## Historique
Fondé en 2004 par Mathieu Fortin, Brins d'éternité est au départ un fanzine publié pour la première fois en avril de la même année, avec des collaborations d'auteurs tels que Jean-Louis Trudel, Pierre-Luc Lafrance et Élisabeth Vonarburg. 
C'est en 2006, juste après la parution du numéro 12, que Mathieu Fortin cède le poste d'éditeur à Guillaume Voisine, qui s'entoure très rapidement d'une équipe de collaborateurs. Le premier numéro de cette nouvelle mouture du fanzine paraît en octobre 2006 et évolue vers le statut magazine avec les années en passant aux couvertures en quadrichromie et à la reliure allemande.
Brins d'éternité publie des nouvelles (en moyenne 5 par numéros), des illustrations, des critiques de livres, de films, de revues et de fanzines, en plus d'articles sur les événements de la science-fiction et fantastique québécois et sur les sites web reliés au genre; des entrevues s'ajoutent au contenu régulier de temps à autre. Brins d'éternité publie aussi, à l'occasion, des bandes dessinées.
On retrouvait aussi, dans les premiers numéros, la chronique Boule à Mythes, où un auteur était invité à discuter de la création d'un de ses romans et de la place de cette œuvre dans son cheminement littéraire.
En février 2024, Les Éditions Flame Arrow annoncent avoir fait l'acquisition de Brins d'éternité. La revue subit alors une restructuration et propose dorénavant un contenu 80 % canadien ainsi que 4 numéros par an plutôt que 3. La mission et la ligne éditoriale de Brins d'éternité évoluent également dans le but de tisser des liens avec les communautés, de soutenir les écrivain.e.s francophones de science-fiction et de fantastique au Québec et au Canada, et de proposer des réflexions sur les littératures de l'imaginaire.

## Fiche technique
- Éditeur : direction littéraire d'Annie Larochelle, Chanty Richer et Sabrina Raymond ;
- Format : 13,7 x 21,4 cm ;
- Nombre de pages : environ 108 (variable) ;
- Type de papier : couverture en carton souple glacé, intérieur mat ;
- Impression : couverture couleurs, intérieur noir et blanc ;
- Périodicité : trimestriel ;
- Numéro 1 : printemps 2004 ;
- Toujours en activité.

## Collaborateurs
Quelques-uns de ces collaborateurs travaillent sous un pseudonyme.

### Auteurs de bande dessinée
Les auteurs de bande dessinée québécois sont généralement à la fois dessinateur et scénariste.
Il arrive qu'ils ne pratiquent qu'une seule de ces deux disciplines, travaillant alors en équipe avec quelqu'un de l'autre discipline.
- Adeline Lamarre (à titre de dessinatrice) ;
- Michel Y. Lamontagne (à titre de dessinateur) ;
- Michel J. Lévesque (à titre de scénariste) ;
- Marc Pageau ;
- Élisabeth Vonarburg (à titre de scénariste).

### Écrivains
- Jean-Pierre April ;
- Dominic Bellavance ;
- Claude Bolduc ;
- Yves-Daniel Crouzet ;
- Sophie Dabat ;
- Frédérick Durand ;
- Mathieu Fortin ;
- Ariane Gélinas ;
- Pierre Gévart ;
- Pierre-Luc Lafrance ;
- Martin Lessard ;
- Michel J. Lévesque ;
- Daniel Sernine ;
- Jean-Louis Trudel ;
- Élisabeth Vonarburg.

### Illustrateurs
- Adeline Lamarre ;
- Marc Pageau ;

## Numéros parus

### Par l'équipe deMathieu Fortin
- Brins d’éternité n° 1, avril 2004 (Boule à Mythes: Élisabeth Vonarburg, pour Les Voyageurs malgré eux)
- Brins d’éternité n° 2, juillet 2004 (Boule à Mythes: Joël Champetier, pour La mémoire du lac)
- Brins d’éternité n° 3, octobre 2004 (Boule à Mythes: Daniel Sernine, pour Le cercle violet)
- Brins d’éternité n° 4, décembre 2004 (Boule à Mythes: Patrick Senécal, pour Aliss)
- Brins d’éternité hors série 1, décembre 2004
- Brins d’éternité n° 5 : Femmes fantastiques, mai 2005
- Brins d’éternité n° 6 : Spécial Homme, septembre 2005
- Brins d’éternité n° 7 : Fantasy québécoise 1, octobre 2005 (Boule à Mythes: Julie Martel, pour la série Les guerres d'Eghantik)
- Brins d’éternité n° 8 : Fantasy québécoise 2, octobre 2005 (Boule à Mythes: Yves Meynard, pour Le livre des Chevaliers)
- Brins d'éternité n° 9 : Hommage à Horrifique, mai 2006
- Brins d'éternité n° 10: SF mur à mur 1, mai 2006. (Boule à Mythes: Jean-Louis Trudel, pour Pour des soleils froids)
- Brins d'éternité n° 11: SF mur à mur 2, mai 2006. (Boule à Mythes: Francine Pelletier, pour la série Le sable et l'acier)
- Brins d'éternité n° 12, mai 2006.

### Par l'équipe deGuillaume Voisine,Ariane GélinasetCarmélie Jacob
- Brins d'éternité n° 13, octobre 2006.
- Brins d'éternité n° 14, janvier 2007.
- Brins d'éternité n° 15, avril 2007.
- Brins d'éternité n° 16, juillet 2007.
- Brins d'éternité n° 17, novembre 2007.
- Brins d'éternité n° 18 : Spécial Européens, février 2008.
- Brins d'éternité n° 19, mai 2008.
- Brins d'éternité n° 20, août 2008.
- Brins d'éternité n° 21, novembre 2008.
- Brins d'éternité n° 22, février 2009.
- Brins d'éternité n° 23, mai 2009.
- Brins d'éternité n° 24, août 2009.
- Brins d'éternité n° 25, novembre 2009.
- Brins d'éternité n° 26, mai 2010.
- Brins d'éternité n° 27, septembre 2010.
- Brins d'éternité n° 28, janvier 2011.
- Brins d'éternité n° 29, mai 2011.
- Brins d'éternité n° 30, septembre 2011.
- Brins d'éternité n° 31, février 2012.
- Brins d'éternité n° 32, mai 2012.
- Brins d'éternité n° 33.
- Brins d'éternité n° 34.
- Brins d'éternité n° 35.
- Brins d'éternité n° 36.
- Brins d'éternité n° 37.
- Brins d'éternité n° 38, printemps-été 2014.
- Brins d'éternité n° 39, automne 2014.
- Brins d'éternité n° 40, hiver 2015.
- Brins d'éternité n° 41, printemps-été 2015.
- Brins d'éternité n° 42, automne 2015.
- Brins d'éternité n° 43, hiver 2016.
- Brins d'éternité n° 44, printemps-été 2016.
- Brins d'éternité n° 45, automne 2016.
- Brins d'éternité n° 46, hiver 2017.
- Brins d'éternité n° 47, printemps-été 2017.
- Brins d'éternité n° 48, automne 2017.
- Brins d'éternité n° 49, hiver 2018.
- Brins d'éternité n° 50, printemps-été 2018.
- Brins d'éternité n° 51, automne 2018.
- Brins d'éternité n° 52, hiver 2019.
- Brins d'éternité n° 53, printemps-été 2019.
- Brins d'éternité n° 54, automne 2019.
- Brins d'éternité n° 55, hiver 2020.
- Brins d'éternité n° 56, printemps-été 2020.
- Brins d'éternité n° 57, automne 2020.
- Brins d'éternité n° 58.
- Brins d'éternité n° 59, été-automne 2022.
- Brins d'éternité n° 60, automne 2023.

### Sous Les Éditions Flame Arrow
- Brins d'éternité n° 61, été 2024.

## Anthologies
- Dix ans d'éternité, Les Éditions Les Six Brumes, octobre 2014.

## Prix et Mentions
- 2005 : Prix Boréal du Meilleur fanéditeur (Mathieu Fortin)[4]
- 2006 : Prix Boréal du Meilleur fanéditeur (Mathieu Fortin)[4]
- 2006 : Finaliste au Prix Aurora, catégorie Accomplissement fanique (publication)[5]
- 2007 : Prix Boréal du Meilleur fanéditeur (Guillaume Voisine)[4]
- 2007 : Prix Aurora, catégorie Accomplissement fanique (publication)[6]
- 2008 : Prix Boréal de la Meilleure activité fanique ou semi-professionnelle[4]
- 2009 : Prix Boréal de la Meilleure activité fanique ou semi-professionnelle[4]
- 2010 : Prix Boréal de la Meilleure activité fanique ou semi-professionnelle[4]
- 2011 : Prix Boréal de la Meilleure activité fanique ou semi-professionnelle[4]
- 2012 : Prix Boréal de la Meilleure activité fanique ou semi-professionnelle[4]
- 2013 : Prix Boréal de la Meilleure activité fanique ou semi-professionnelle[7]
- 2019 : Prix Boréal de la Création artistique visuelle et audiovisuelle (Émilie Léger)[8]
- 2020 : Prix Aurora-Boréal du Meilleur ouvrage connexe[4]
- 2020 : Prix Boréal de la Création artistique visuelle et audiovisuelle (Émilie Léger)[4]
- 2023 : Prix Aurora-Boréal du Meilleur ouvrage connexe[4]
- 2023 : Prix Boréal de la Création artistique visuelle et audiovisuelle (François Vaillancourt)[4]

## Sources
1. ↑  « Dix ans d’éternité, une anthologie de science-fiction et de fantastique de Brins d’éternité – Les Six Brumes », sur www.sixbrumes.com (consulté le 17 avril 2024)
2. ↑  Entrevue avec Mathieu Fortin, Brins d'éternité n° 13, pp 50-53.
3. ↑  Site web du fanzine, section "L'équipe".
4. 1 2 3 4 5 6 7 8 9 10 11 12  « Congrès Boréal | Prix littéraires », sur Congrès Boréal, 28 février 2024 (consulté le 25 mars 2024)
5. ↑  Liste des finalistes au Prix Aurora 2006.
6. ↑  Site du Prix Aurora 2007.
7. ↑  « Revue Brins d'éternité », sur Flame Arrow Publishing (consulté le 25 mars 2024)
8. ↑  Joris Lapierre-Meilleur, « Congrès Boréal | Gagnants des prix Boréal-Aurora 2019 », sur Congrès Boréal, 16 avril 2019 (consulté le 25 mars 2024)